# Sullivan (Missouri)
Sullivan és una població dels Estats Units a l'estat de Missouri. Segons el cens del 2000 tenia 6.351 habitants.

## Demografia
Segons el cens del 2000, Sullivan tenia 6.351 habitants, 2.585 habitatges, i 1.682 famílies. La densitat de població era de 319,7 habitants per km².
Dels 2.585 habitatges en un 31,6% hi vivien nens de menys de 18 anys, en un 48,3% hi vivien parelles casades, en un 12,8% dones solteres, i en un 34,9% no eren unitats familiars. En el 29,9% dels habitatges hi vivien persones soles el 15,4% de les quals corresponia a persones de 65 anys o més que vivien soles. El nombre mitjà de persones vivint en cada habitatge era de 2,4 i el nombre mitjà de persones que vivien en cada família era de 2,97.
Per edats la població es repartia de la següent manera: un 25,9% tenia menys de 18 anys, un 9,3% entre 18 i 24, un 27,5% entre 25 i 44, un 19,5% de 45 a 60 i un 17,9% 65 anys o més.
L'edat mediana era de 36 anys. Per cada 100 dones de 18 o més anys hi havia 82,3 homes.
La renda mediana per habitatge era de 30.046 $ i la renda mediana per família de 36.260 $. Els homes tenien una renda mediana de 29.817 $ mentre que les dones 20.385 $. La renda per capita de la població era de 17.518 $. Entorn del 6,9% de les famílies i l'11% de la població estaven per davall del llindar de pobresa.

## Poblacions més properes
El següent diagrama mostra les poblacions més properes.